# Erich Roth (Theologe)

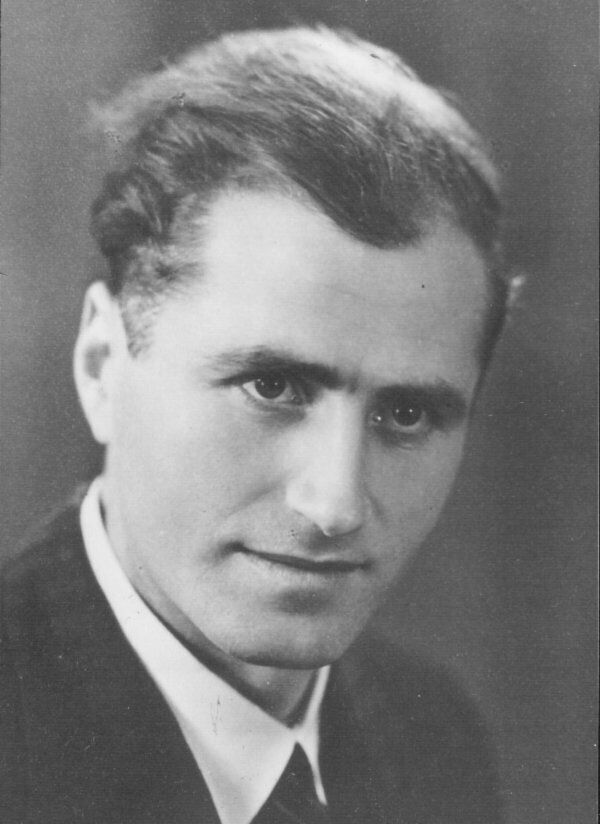
Erich Roth

Erich Roth (* 12. Oktober 1917 in Nadesch; † 13. Juni 1956 in Göttingen) war ein aus Siebenbürgen stammender evangelischer Theologe.

## Leben
Erich Roth war das jüngste Kind des Nadescher Predigers und Rektors Georg Roth (1873–1921) und der aus Hetzeldorf stammenden Therese Jeckeli (1882–1959).
Nach der Grundschule in Nadesch und dem Gymnasium in Hermannstadt studierte er Theologie an den Universitäten Leipzig und Heidelberg. Im Jahr 1942 wurde er in Heidelberg mit der Arbeit Der Gottesdienst in Siebenbürgen zum Dr. theol. promoviert. Nach einer kurzen Tätigkeit als Pfarrer in Barterode erfolgte 1943 in Göttingen seine Promotion zum Dr. phil. mit der Arbeit Der Durchbruch der Reformation in Siebenbürgen. Im Alter von nur 26 Jahren habilitierte er sich mit dem zweiten Teil von Der Durchbruch der Reformation in Siebenbürgen.
Gegen Ende des Zweiten Weltkrieges kehrte Erich Roth nach Siebenbürgen zurück und war für kurze Zeit Pfarrverweser in Kirchberg. Erneut in Deutschland nahm er eine Stelle als Pfarrer in Kerstlingerode an, von wo er 1945 als Dozent für Kirchengeschichte an die Universität Göttingen ging. Von 1951 bis 1952 war er als Austauschprofessor an den englischen Universitäten Durham und Cambridge beschäftigt. Im Jahr 1953 wurde er außerplanmäßiger Professor der Theologie an der Universität Göttingen.
Nach schwerer Krankheit starb Erich Roth am 13. Juni 1956 in Göttingen, wo er auch beigesetzt wurde.

## Leistungen
Erich Roth erwarb sich große Verdienste um die siebenbürgische Kirchengeschichte. 
Darüber hinaus war er Vorsitzender des Hilfskomitee der Siebenbürger Sachsen und Gründer der Zeitschrift Licht der Heimat. Im Jahr 1954 war Erich Roth als Gesandter der Evangelischen Kirche in Deutschland bei der zweiten Vollversammlung des Ökumenischen Rats der Kirchen in Evanston bei Chicago.

## Veröffentlichungen
- Der Durchbruch der Reformation in Siebenbürgen, Teil 1. In: Siebenbürgen Archiv, Nr. 16 (1962).
- Der Durchbruch der Reformation in Siebenbürgen, Teil 2. In: Siebenbürgen Archiv, Nr. 4 (1964).
- Die Privatbeichte und Schlüsselgewalt in der Theologie der Reformatoren. Bertelsmann Verlag, Gütersloh 1952.
- Sakrament nach Luther (= Theologische Bibliothek; 3). Töpelmann Verlag, Berlin 1953.
- Die Geschichte des Gottesdienstes der Siebenbürger Sachsen. Vandenhoeck & Ruprecht, Göttingen 1954 (zugl. Dissertation, Universität Heidelberg 1942, Doktorvater Renatus Hupfeld, Zweitgutachter Walther Köhler).
- Vertrau Gott allein. Gebete Herzogs Albrecht von Preußen. Holzner Verlag, Würzburg 1956 (Göttinger Arbeitskreis; 148).